# Pidonia simillima
Pidonia simillima là một loài bọ cánh cứng trong họ Cerambycidae.